# Francisco I. Madero, Ursulo Galván
Francisco I. Madero är en ort i Mexiko.   Den ligger i kommunen Ursulo Galván och delstaten Veracruz, i den sydöstra delen av landet, 290 km öster om huvudstaden Mexico City. Francisco I. Madero ligger 16 meter över havet och antalet invånare är 345.
Terrängen runt Francisco I. Madero är platt. Runt Francisco I. Madero är det ganska tätbefolkat, med 172 invånare per kvadratkilometer. Närmaste större samhälle är Ursulo Galván, 2,4 km öster om Francisco I. Madero. Trakten runt Francisco I. Madero består till största delen av jordbruksmark.